# Les Piards
Les Piards ist eine Ortschaft und eine ehemalige französische Gemeinde mit 168 Einwohnern (Stand: 1. Januar 2022) im Département Jura in der Region Bourgogne-Franche-Comté. Sie gehörte zum Kanton Saint-Laurent-en-Grandvaux im Arrondissement Saint-Claude.
Mit Wirkung vom 1. Januar 2019 wurden die früher selbstständigen Gemeinden Les Piards und Villard-sur-Bienne in die bereits seit 1. Januar 2016 bestehende zur Commune nouvelle Nanchez eingegliedert und erhielten in der neuen Gemeinde den Status einer Commune déléguée. Der Verwaltungssitz befindet sich im Ort Chaux-des-Prés.

## Geographie
Les Piards liegt auf 915 m, etwa zwölf Kilometer nördlich der Stadt Saint-Claude (Luftlinie). Das Dorf erstreckt sich im Jura, in einer Combe, die vom Bief de Nanchey entwässert wird, südwestlich des Hochplateaus von Grandvaux, zwischen den Waldhöhen der Forêt des Piards im Westen und des Bois de la Joux Derrière im Osten.
Die Fläche des ehemaligen Gemeindegebiets umfasst einen Abschnitt des französischen Juras. Die Landschaft ist geprägt durch parallel verlaufende Geländekämme und Längsmulden, die gemäß der Streichrichtung des Faltenjuras in diesem Gebiet in Richtung Südsüdwest-Nordnordost orientiert sind. Der zentrale Teil der Fläche wird von der Combe du Nanchey (durchschnittlich auf 900 m) eingenommen, die in geologischer Hinsicht eine Synklinale bildet. Diese rund 800 m breite Talniederung wird durch den Bief de Nanchey entwässert, der nach Nordnordosten fließt und außerhalb des Gebietes am Rand des Hochplateaus von Grandvaux versickert.
Flankiert wird die Combe du Nanchey im Osten von der Waldhöhe des Bois de la Joux Derrière, auf der mit 1030 m die höchste Erhebung von Les Piards erreicht wird. Nach Westen erstreckt sich das Areal in die ausgedehnte Waldung der Forêt des Piards (bis 990 m), die durch Geländerippen und oberirdisch abflusslose Mulden geprägt ist. Das frühere Gemeindegebiet ist Teil des Regionalen Naturparks Haut-Jura (frz.: Parc naturel régional du Haut-Jura).
Zu Les Piards gehören der Weiler Les Fans (900 m) in der Combe du Nanchey sowie einige Einzelhöfe. Nachbargemeinden von Les Piards sind Nanchez im Norden und im Osten, Leschères und Les Crozets im Süden sowie Étival und Châtel-de-Joux im Westen.

## Geschichte
Seinen Namen erhielt Les Piards von der im 15. Jahrhundert aus Genf hierher ausgewanderten Familie Piard. Noch heute tragen rund 30 % der Dorfbewohner den Namen Piard. Zusammen mit der Franche-Comté gelangte das Dorf mit dem Frieden von Nimwegen 1678 an Frankreich.

## Sehenswürdigkeiten
Die Kapelle Saint-Rémy wurde 1498 eingeweiht und besitzt eine Glocke, die auf das Jahr 1488 datiert ist.

## Bevölkerung
| Bevölkerungsentwicklung | Bevölkerungsentwicklung |
| Jahr                    | Einwohner               |
| ----------------------- | ----------------------- |
| 1962                    | 130                     |
| 1968                    | 141                     |
| 1975                    | 132                     |
| 1982                    | 135                     |
| 1990                    | 132                     |
| 1999                    | 176                     |
| 2008                    | 180                     |
| 2017                    | 173                     |

Nachdem die Einwohnerzahl in der ersten Hälfte des 20. Jahrhunderts stets im Bereich von rund 150 Personen gelegen hatte, sank sie in der zweiten Hälfte auf rund 130 Personen, bevor in den 1990er Jahren wieder ein Bevölkerungswachstum verzeichnet wurde.

## Wirtschaft und Infrastruktur
Les Piards war bis weit ins 20. Jahrhundert hinein ein vorwiegend durch die Landwirtschaft, insbesondere Viehzucht und Milchwirtschaft, sowie durch die Forstwirtschaft geprägtes Dorf. Daneben gibt es heute einige Betriebe des lokalen Kleingewerbes. Viele Erwerbstätige sind auch Wegpendler, die in den größeren Ortschaften der Umgebung ihrer Arbeit nachgehen.
Als Erholungsort in einem beliebten Ausflugsgebiet im Hochjura profitiert Les Piards heute auch vom Tourismus, insbesondere vom Wintertourismus, wenn in der Region Skilanglauf und alpiner Skisport betrieben werden kann.
Die Ortschaft liegt abseits der größeren Durchgangsstraßen an einer Departementsstraße, die von Les Crozets nach Prénovel führt. Weitere Straßenverbindungen bestehen mit Châtel-de-Joux und Leschères.